# Herondas van Kos
Herondas of Herodas van Kos (Oudgrieks: Ἡρώδας Hērōdas) was een Griekse dichter. Volgens Plinius de Jongere leefde hij ten tijde van Kallimachos, wat hem in de derde eeuw v.Chr. zou plaatsen. In elk geval schreef hij in het koinè en wordt hij gerekend tot het hellenisme. Hij is de schrijver van zeldzame overgebleven teksten in het genre mimus, meer bepaald de mimiambe. We weten vrijwel niets van zijn leven en er zijn slechts acht dichtwerken van hem overgeleverd op papyrus, naast een drietal fragmentarisch. De papyrusvondsten uit 1891 worden bewaard in het British Museum. 

## Nederlandse vertaling
- Acht kluchten van Herodas, vert. Hein van Dolen, 2023

## Voetnoten
1. ↑  Epistulae 4.3.4
2. ↑  Herodas, Mainzer Beobachter, 28 maart 2023. Gearchiveerd op 5 juni 2023.

- Bibsys: 90357756
- Biblioteca Nacional de España: XX875973
- Bibliothèque nationale de France: cb12004628f (data)
- Catàleg d'autoritats de noms i títols de Catalunya: 981058513742506706
- CiNii: DA01023293
- Gemeinsame Normdatei: 118639579
- International Standard Name Identifier: 0000 0003 8175 7461
- Library of Congress Control Number: n79105659
- Nationale Bibliotheek van Letland: 000254852
- Bibliotheek van het Japanse parlement: 00550153
- Nationale Bibliotheek van Tsjechië: jn19981001511
- Nationale bibliotheek van Australië: 35190040
- Nationale Bibliotheek van Israël: 987007262501605171
- Nationale en Universitaire bibliotheek Zagreb: 000012910
- Nederlandse Thesaurus van Auteursnamen: 069739374
- Réseau des bibliothèques de Suisse occidentale: 02-A000079955
- Istituto Centrale per il Catalogo Unico: CFIV096903
- LIBRIS: 189324
- Système universitaire de documentation: 02917774X
- Trove: 858156
- Virtual International Authority File: 265833221
- WorldCat: E39PCjFwGyxvPjMdBFCh8k9jyd